# 浅野光成
浅野 光成（あさの みつなり、1975年11月17日 - ）は、NHKの元アナウンサー。

## 人物
愛知県名古屋市出身。愛知県立明和高等学校を経て、東京大学を卒業後、1998年に入局。　
松江放送局時代では、中学生のための講座を開いていた。また、2017年6月より伊奈正高の後任として、放送部副部長も務めていた。

## 過去の担当番組
山形局時代
- クローズアップやまがた（キャスター）
- 山形県のニュース・中継・リポート

名古屋局時代
- おはよう東海（キャスター・2008年4月〜2012年3月）

松江放送局時代
・しまねっとNEWS610（編集責任者・山口寛明のキャスター代行）
・島根県のニュース
・しまねっと845（不定期）
・おはよう島根（不定期）
・放送部副部長（アナウンス統括）
・ひるまえ直送便・島根（編集責任者）
・松江放送局制作番組の編集責任者